# Tonus musculaire

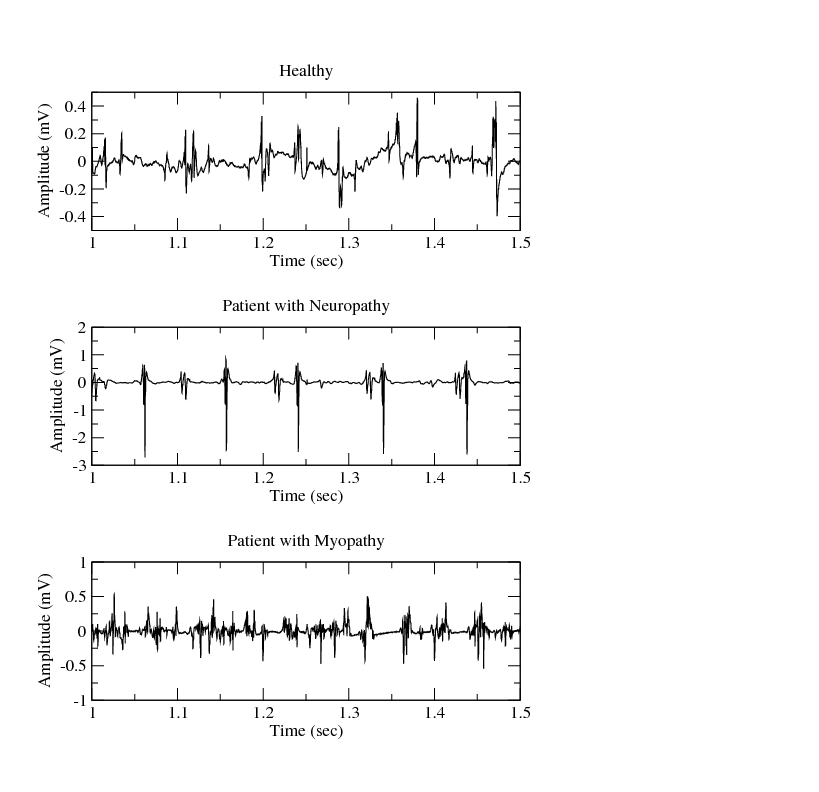
Trois different electromyogrammes.

Selon le Dictionnaire Médical (2011), le tonus musculaire est l’état permanent de tension qui s’exerce sur les muscles afin de s’opposer à l’action de la gravité sur le corps humain. Pour évaluer le tonus musculaire, l’évaluateur mobilise passivement un segment du patient. Un tonus musculaire est dit normal si les angles mesurés lors de la mobilisation passive se situent à l’intérieur de limites normales prédéfinies et/ou si la mobilisation ne rencontre pas de résistance particulière ni de mollesse excessive.

## Définition
De fait, le tonus musculaire d'un segment peut différer de celui d'un autre segment, notamment en fonction des activités envisagées par le sujet ; sa valeur n'est pas unique mais dépend de l'état d'activité ou de repos de l'ensemble de l'organisme.
Un tonus musculaire anormal est habituellement décrit en termes de flaccidité, hypotonie, hypertonie, rigidité et spasticité (Pendleton & Schultz-Krohn, 2006). En ergothérapie, le tonus est évalué afin de développer les capacités nécessaires à la réalisation des activités de la vie quotidienne par exemple manipuler un ustensile. Le psychomotricien évalue également le tonus, ce qui lui permet d'apprécier la motricité du sujet, mais aussi ses variations en relation avec autrui et en lien avec les émotions. On parle alors de régulation tonico-émotionnelle. 

### Flaccidité
La flaccidité est une absence de résistance à l’étirement passif d’un muscle ou d’un segment.

### Hypotonie
L’hypotonie est une diminution de résistance par rapport à une situation normale. Un patient peut être atteint d’hypotonie de manière généralisée (lésion médullaire lombaire ou sacrée) ou combinée à de la spasticité (hypertonie sur certains muscles, hypotonie sur d’autres). 

### Hypertonie
L’hypertonie est une augmentation de résistance par rapport à une situation normale. Elle se présente sous deux formes :
- la rigidité, qui prédomine sur les muscles fléchisseurs, se produit lors d’une atteinte du système extra-pyramidal (exemple : Parkinson) ;
- la spasticité, qui prédomine sur les muscles fléchisseurs des membres supérieurs et sur les muscles extenseurs des membres inférieurs, se rencontre lors d’une atteinte du système pyramidal (lésion cérébrale ou spinale). L’évaluation de la spasticité se fait à l’aide de l’échelle d’Ashworth modifiée créée par Bohannon et Smith où un score de 0 à 4 est donné par l’évaluateur (Bohannon & Smith, 1987).

Dans certaines pathologies, les désordres du tonus peuvent entraîner des anomalies du mouvement (dyskinésies). On parle d’athétose ou de chorée lorsque le tonus fluctue entre l’hypotonie et l’hypertonie. Les changements de tonus sont imprévus et involontaires et provoquent des mouvements de grandes amplitudes. De tels mouvements anormaux se retrouvent, entre autres, chez les enfants atteints de paralysie cérébrale. Des problèmes de coordination, d’équilibre et des mouvements involontaires sont habituellement associés aux troubles du tonus musculaire (Pendleton & Schultz-Krohn, 2006).

### Eutonie
Gerda Alexander a proposé le terme d'eutonie pour désigner l'état de tonus optimal, tant au point de vue global que pour un ou plusieurs segments musculaires. Elle a proposé différents moyens pour cultiver ce tonus le mieux approprié.